# Žerotínský potok
Žerotínský potok je 8,5 km dlouhý potok s malým průtokem, který odvodňuje 7,7 m² území na pomezí lounského a kladenského okresu Ústeckého a Středočeského kraje a na pomezí pohoří Džbán a Dolnooharské tabule. Pramení nedaleko trojmezí katastrů Žerotína, Hříškova a Panenského Týnce a následně teče východním směrem, kde v Klobukách ústí do Zlonického potoka.

## Průběh toku

### Pramen a začátek toku
Potok pramení v nadmořské výšce 385 m n. m. v lounském okrese v Ústeckém kraji na okraji lesa Budlína, půl kilometru východně od trojmezí katastrů obcí Žerotína, Hříškova a Panenského Týnce, na hranici katastrů Žerotína a Hříškova. Po celé délce 8,5 km sleduje východní směr.
Od pramene stéká údolím a až do obce Žerotín téměř kopíruje hranici mezi přírodním parkem Džbán a Dolnooharskou tabulí. Po asi 2 km od pramene opouští les i přírodní park a podtéká ulici vedoucí z Žerotína do místní části Budlín. Za tu dobu překoná převýšení asi 55 m (330 m n. m.). Zde začíná část obklopená polnostmi, kde je potok lemovaný neupraveným stromovým a keřovým porostem.
Potok pokračuje po poli asi 100 m nad severní zástavbou obce a po 550 m podtéká silnici třetí třídy III/23723 vedoucí ze Žerotína do Panenského Týnce, po které je vedena i cyklostezka 202. Asi 100 m před touto silnicí potok křižuje nízkonapěťové elektrické vedení z rovodny Louny do Žerotína, a za ním teče kolem čistírny odpadních vod na kraji obce, která je zde od začátku 20. let 21. století a využívá potok pro vypouštění přečištěné vody. Zde je nadmořská výška asi 320 m n. m., potok obec opouští a dále pokračuje polnostmi.
Od Žerotína teče dále východně, nalevo ve směru toku je jižní svah místním názvem zvaný Pod silnicí (myšleno nedaleká silnice I/7 na kraji Panenského Týnce, dnes dálnice D7), napravo je lokalita Na ostrově obklopená ze severu Žerotínským potokem a z jihu a východu Pacovským potokem. Po dalších asi 550 m od čistírny do potoka v asi 309 m n. m. zprava ústí zmíněný potok Pacovský, protékající předtím téměř souběžně přímo Žerotínem. O 260 dalších metrů dále a asi 5 metrů níže se taktéž zprava vlévá potok Samotínský přitékající od národní přírodní památky a stejnojmenné chatové osady Cikánský dolík u Zichovce a Samotína.

### Střední tok
Potok pokračuje a začíná se stáčet mírně k severu, po asi 450 m v nadmořské výšce asi 305 m n. m. podtéká dálnici D7. Ještě před dálnicí, asi v polovině délky mezi ústím Samotínského potoka a dálnicí, ho přetíná dálkové vysokonapěťové vedení 400 kV z rozvodny Výškov do rozvodny Čechy střed a vedení 110 kV z rozvodny Výškov do rozvodny Slaný. Za dálnicí potok pokračuje kolem kostela svatého Blažeje v Pacově a stáčí se opět na úplný východ. Po 400 m toku travnatým porostem při minimálním spádu pribírá v nadmořské výšce asi 298 m n. m. zprava bezejmenný občasný potok odvodňující remízek zvaný místním názvem Pacovský lesík.
Jen několik metrů za tímto ústím začíná kraj bývalého, dlouhou dobu už nexistujícho, zaneseného a zarostlhé Pacovského rybníka s protrženou hrází, na němž kdysi býval Pacovský mlýn, později přestavěný na obyčejnou hospodářskou usedlost. Pod jeho hrází je nadmořská výška 295 m n. m. a od ústí zmíněného bezejmenného občasného potoka k hrázi, což odpovídá zruba délce rybníku, je vzdálenost asi 130 m. Pod hrází dodnes stojí torza budov mlýna bez střech, stále má číslo popisné 39 a ještě sem vede jedna funkční cesta. Obývaný byl ještě ke konci 20. století. Před třicetiletou válkou zde pak byla celá vesnice zvaná Pacov, podle které se dosud stejně jmenuje celá okolní lokalita.
Pod hrází se potok stáčí na východoseverovýchod podél lesem zarostlého srázu na pravé straně a polností na levé straně, směrem k nedalekým základům někdejší cihelny, vzdáleným od hráze asi 450 m. Zde je nadmořská výška asi 290 m n. m. Po dalších asi 250 m do něj vtéká krátký bezejmenný občasný přítok a po dalších asi 1000 m toku se pak vlévá do Starého rybníka na kraji obce Kokovice a výpusť z rybníka je odtud vzdálená 150 m. Po hrázi vede silnice třetí třídy III/23726, kterou tak zde potok překonává a následně se stáčí k východu.

### Tok před ústím
Asi 100 m od hráze se potok rozdvojuje, ale o dalších 300 m dál se opět spojuje. Mezitím jeho levá část po 100 m od rozdvojení, v nadmořské výšce 275 m n. m., zleva přijímá Úherecký potok. U rozdvojení potok překonává nízkonapěťové vedení z rozvodny Louny, kousek za jeho opětovným spojením ho stejné vedení přetíná znovu. 320 m za spojením se potok vlévá do Nového rybníka a zde ho toto vedení křižuje znovu. Rybník je dlouhý 470 m, pod jeho hrází je nadmořská výška 265 m n. m. a zmíněné vedení zde potok překonává znovu.
Potok se stáčí na východojihovýchod a po 350 m od hráze míjí bývalý Kellnerův mlýn na kraji obce Klobuky. Tam po dalších 200 m toku, už v intravilánu obce, podtéká silnici třetí třídy III/23733 neboli ulici V. B. Třebízského. Mezi mlýnem a touto ulicí je koryto potoka upraveno kamennými zdmi z obou stran. Asi 150 m za silnicí do potoka v nadmořské výšce asi 255 m n. m. zleva ústí potok Skalský tekoucí přes Klobuky z Telců. U tohoto soutoku stojí významný stroj Dub v Klobukách.
Zde se potok stáčí na jihojihovýchod a podtéká znovu pod již zmíněným elektrickým vedením, pokračuje podél silnice druhé třídy II/237, kterou po 300 m od zmíněného soutoku podtéká a po dalších asi 60 m podtéká i silnici III/23728, jižně od jejich křižovatky. Po dalších asi 100 m na jižním okraji Klobuk potok svůj tok v nadmořské výšce asi 254 m n. m. završuje a vlévá se do Zlonického potoka.

## Přítoky
(L = levý, P = pravý)
- Pacovský potok (P), 500 m východně od Žerotína
- Samotínský potok (P), 750 m východně od Žerotína
- bezejmenný občasný potok (P), Pacově
- bezejmenný občasný potok (P), 700 m východoseverovýchodně od Pacova, 250 m za cihelnou
- Úherecký potok (L), na jižním okraji Kokovic
- Skalský potok (L), v Klobukách

## Mlýny
Na toku jsou dva zaniklé mlýny:
- Pacovský mlýn, v Pacově
- Kellnerův mlýn, v Klobukách

## Rybníky
- Pacovský rybník, v Pacově, zaniklý
- Starý rybník, v Kokovicích
- Nový rybník, mezi Kokovicemi a Klobuky

## Chráněná území a přírodní památky
- Přírodní park Džbán, pramen a začátek toku
- Dub v Klobukách, významný strom

## Galerie

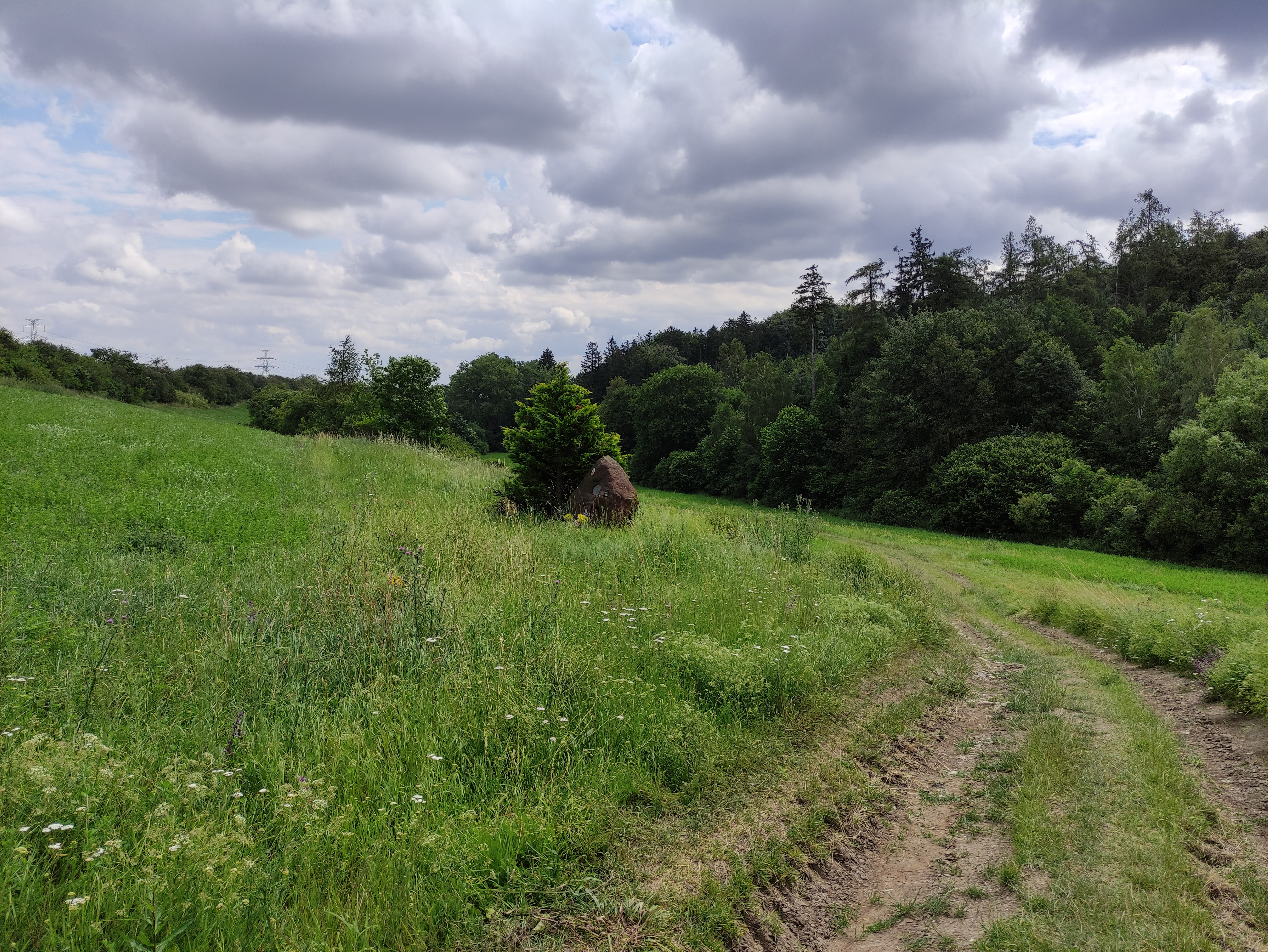
Budlínský les a údolí Žerotínského potoka nedaleko od jeho pramene, v pozadí pomník Bronislavovi Bechyňskému